# Bach vom Ferienlager Güntersberge
Der Bach vom Ferienlager Güntersberge (auch Wiesenbach) ist ein nur rund 1,1 km langer, vollständig in Güntersberge gelegener Bach im Unterharz, der ein rechter Nebenfluss der Selke ist.

## Verlauf
Der Bach vom Ferienlager Güntersberge entspringt am Stadtrand von Güntersberge direkt am Stolberger Weg auf etwa 430 Meter Höhe unterhalb der Giersköpfe, an deren Fuß der deutlich größere Bach von Giersköpfe entspringt. Luftbilder legen die Existenz eines kleinen Quellgebiets mit mehreren Quellen des Bachs nahe. Fast direkt an der Quelle standen landwirtschaftlich genutzte Gebäude, die allesamt nur noch als Ruine erhalten sind.

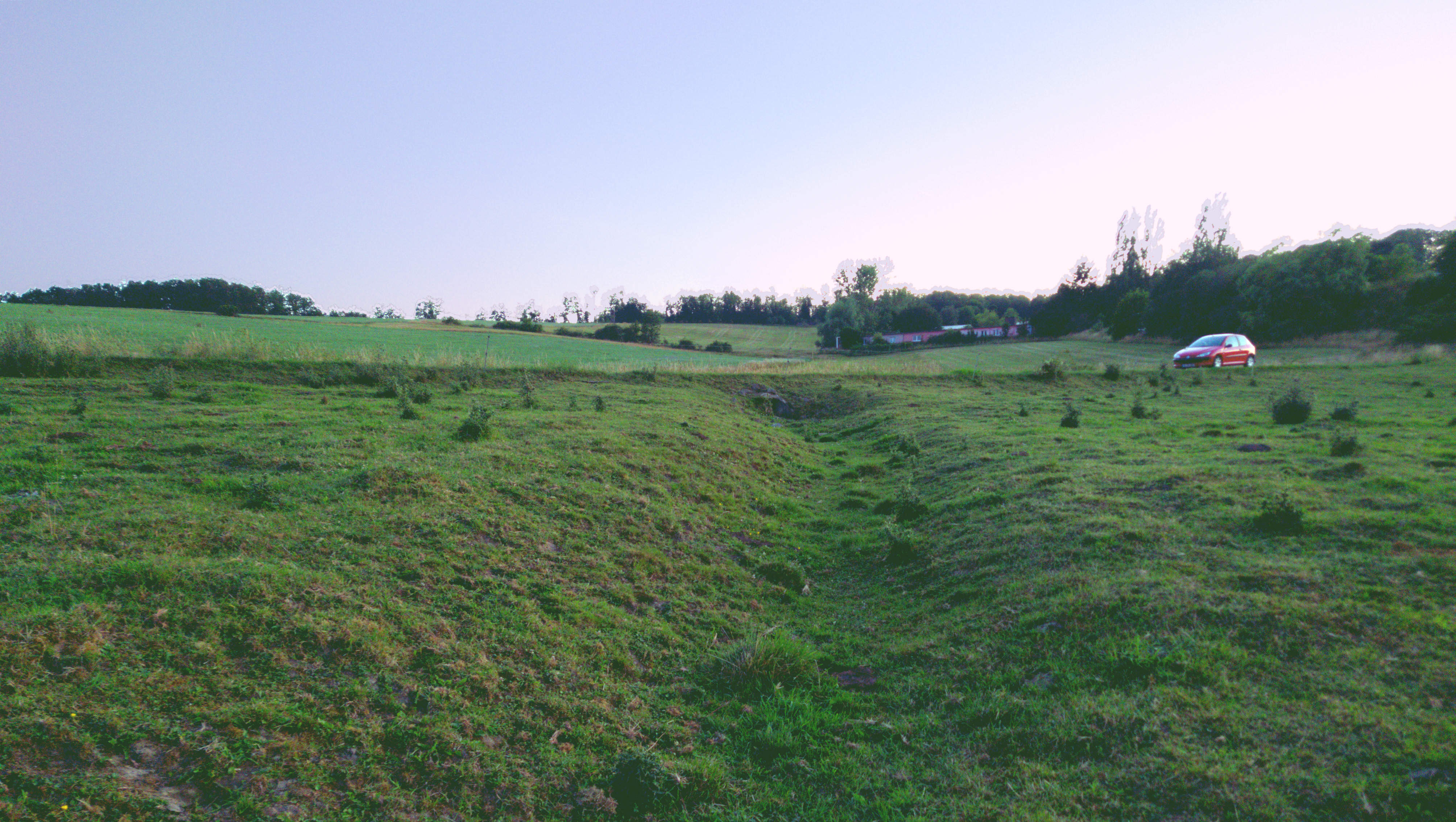
Kurz nach der Quelle fließt ein Graben von der anderen Seite der Stolberger Straße zu.

Die ersten gut 230 Meter fließt der Bach fast gerade in ostnordöstlicher Richtung, dabei bereits 15 Höhenmeter überwindend. Leicht mäandrierend fließt der Bach dann in nordöstlicher Richtung, mit weiter starkem Gefälle zwischen Die Klinge und Der Buchtenberg weitere 25 Höhenmeter überwindend bis zur Trasse der Selketalbahn, um wenige Meter später rechtsseitig in die Selke zu münden.

## Ferienlager Güntersberge
Das namensgebende vom VEB Eisenhüttenwerke Thale getragene DDR-Ferienlager (Pionierlager „Werner Seelenbinder“ – eins der zentralen Pionierlager) lag, anders als der Bachname es andeutet, nicht direkt an den Quellen, sondern etwa 400 Meter nördlich davon – ebenfalls am Stolberger Weg. Das Ferienlager wurde nach der Wende als „KiEZ Güntersberge“ nachgenutzt. Nach Betrugsvorwürfen schloss das Ferienlager Anfang 2016 und wurde einige Monate später mit einem neuen Träger als „Kinder- u. Jugendherberge ‚Harz-Park‘ – Güntersberge“ wiedereröffnet. Anfang 2022 musste das Ferienlager durch die Insolvenz des Trägervereins endgültig schließen. Seit August 2022 wird das Gelände als zentrale Unterkunft für kriegsflüchtige Ukrainer genutzt.